# NGC 7664
NGC 7664 ist eine Spiralgalaxie mit hoher Sternentstehungsrate vom Hubble-Typ Sc im Sternbild Pegasus am Nordsternhimmel. Sie ist schätzungsweise 163 Millionen Lichtjahre von der Milchstraße entfernt.
Das Objekt wurde am 17. Oktober 1876 von Heinrich d’Arrest entdeckt.